# The Grey Album
The Grey Album (en français : « l'album gris ») est un album de remix de Danger Mouse qui a repris les morceaux a cappella du Black Album du rappeur Jay-Z en les mettant sur des samples de l'album blanc des Beatles. 3 000 copies de l'album sont alors éditées puis vendues avant que la major EMI ne fasse interdire la vente, Danger Mouse ne bénéficiant pas des autorisations nécessaires pour utiliser les chansons.
Le fait de mélanger deux œuvres de cette façon s'appelle le mashup.

## Titres
1. Public Service Announcement – 2:45 (Sample Long, Long, Long)
2. What More Can I Say – 4:25 (Sample While My Guitar Gently Weeps)
3. Encore – 2:40 (Samples Glass Onion et Savoy Truffle)
4. December 4th – 3:34 (Sample Mother Nature's Son)
5. 99 Problems – 4:06 (Sample Helter Skelter)
6. Dirt Off Your Shoulder – 3:59 (Sample Julia)
7. Moment Of Clarity – 4:00 (Sample Happiness is a Warm Gun)
8. Change Clothes – 4:04 (Samples Piggies et Dear Prudence)
9. Allure – 4:06 (Sample Dear Prudence)
10. Justify My Thug – 4:12 (Sample Rocky Raccoon)
11. Lucifer 9 (Interlude) – 2:01 (révèle un message satanique si elle est jouée à l'envers[réf. nécessaire]) (Samples Revolution 9 et I'm So Tired ; et Ave, Lucifer d'Os Mutantes)
12. My 1st Song – 4:44 (Samples Cry Baby Cry, Savoy Truffle et Helter Skelter)